# ウール＝エ＝ロワール県
ウール＝エ＝ロワール県（ウール＝エ＝ロワールけん、Eure-et-Loir）は、フランスのサントル＝ヴァル・ド・ロワール地域圏の県である。その名称はウール川とロワール川に由来する。

## 歴史

ウール＝エ＝ロワールと1790年以前の州 : オルレアネー、ラ・ペルシュ、イル＝ド＝フランス

フランス革命中の1790年3月4日、新設された県である。かつてのオルレアネーの一部（ボース）、メーヌ（ル・ペルシュ）、イル＝ド＝フランスの一部からなる。
中世に現在の県の領域を事実上支配していたのはシャルトルである。シャルトルはトウモロコシの市場が開かれるボースの豊かな文化のおかげで成長し、宗教的な評判はシャルル2世が876年に寄進した「聖母のヴェール」という聖遺物のおかげで高まった。百年戦争では、パリにもオルレアンにも近いためにいくどかの紛争の舞台となった。戦争を終わらせたブレティニーの和議の舞台となったのは、シャルトル近郊のブレティニー城である。
革命の初期、県はボースロン県（Beaucelon）になると考えられていた。ボースという地名はアンシャン・レジーム時代採用されなかったからである。名前を決めるのは本質的には政治的なもので、革命のイデオロギーと完全に一致することが求められ、地理的なものからではなかった。
ル・ペルシュは成長が遅れ、19世紀初頭にはカナダ・ケベック州への移住を経験し、パリの富裕階級の中でその母性の資質のため乳母になる者の出身地として知られた。
ナポレオン3世が起こした1851年12月2日クーデターの後、ウール＝エ＝ロワールは大規模暴動に対処するため包囲下におかれた県の1つだった。100人弱が逮捕された。1870年の普仏戦争では県は厳しい状況におかれた。ロワニーの戦いがおき、シャトーダンはプロイセンによって火を放たれたのである。

## 地理
県はパリ大都市圏の南西に伸び、いくつかの平野を含んでいる。

## 人口統計
ウール＝エ＝ロワール県はフランスの他県と同様、第二次世界大戦後の人口ブームを経験している。1946年から2007年までの人口成長率は、国内平均の57%より高い、63.66%だった。
| 1801年  | 1831年  | 1841年  | 1851年  | 1856年  | 1861年  | 1866年  |
| ------- | ------- | ------- | ------- | ------- | ------- | ------- |
| 257.793 | 278.820 | 286.368 | 294.892 | 291.074 | 290.455 | 290.753 |
| 1872年  | 1876年  | 1881年  | 1886年  | 1891年  | 1896年  | 1901年  |
| 282.622 | 283.075 | 280.097 | 283.719 | 284.683 | 280.469 | 275.433 |
| 1906年  | 1911年  | 1921年  | 1926年  | 1931年  | 1936年  | 1946年  |
| 273.823 | 272.255 | 251.255 | 255.213 | 254.790 | 252.690 | 258.110 |
| 1954年  | 1962年  | 1968年  | 1975年  | 1982年  | 1990年  | 1999年  |
| 261.035 | 277.546 | 302.251 | 335.151 | 362.813 | 396.073 | 407.665 |
| 2006年  | 2007年  |         |         |         |         |         |
| 434.238 | 422.410 |         |         |         |         |         |

参照元:SPLAF  et INSEE pour les années 2006 et 2007

## ギャラリー

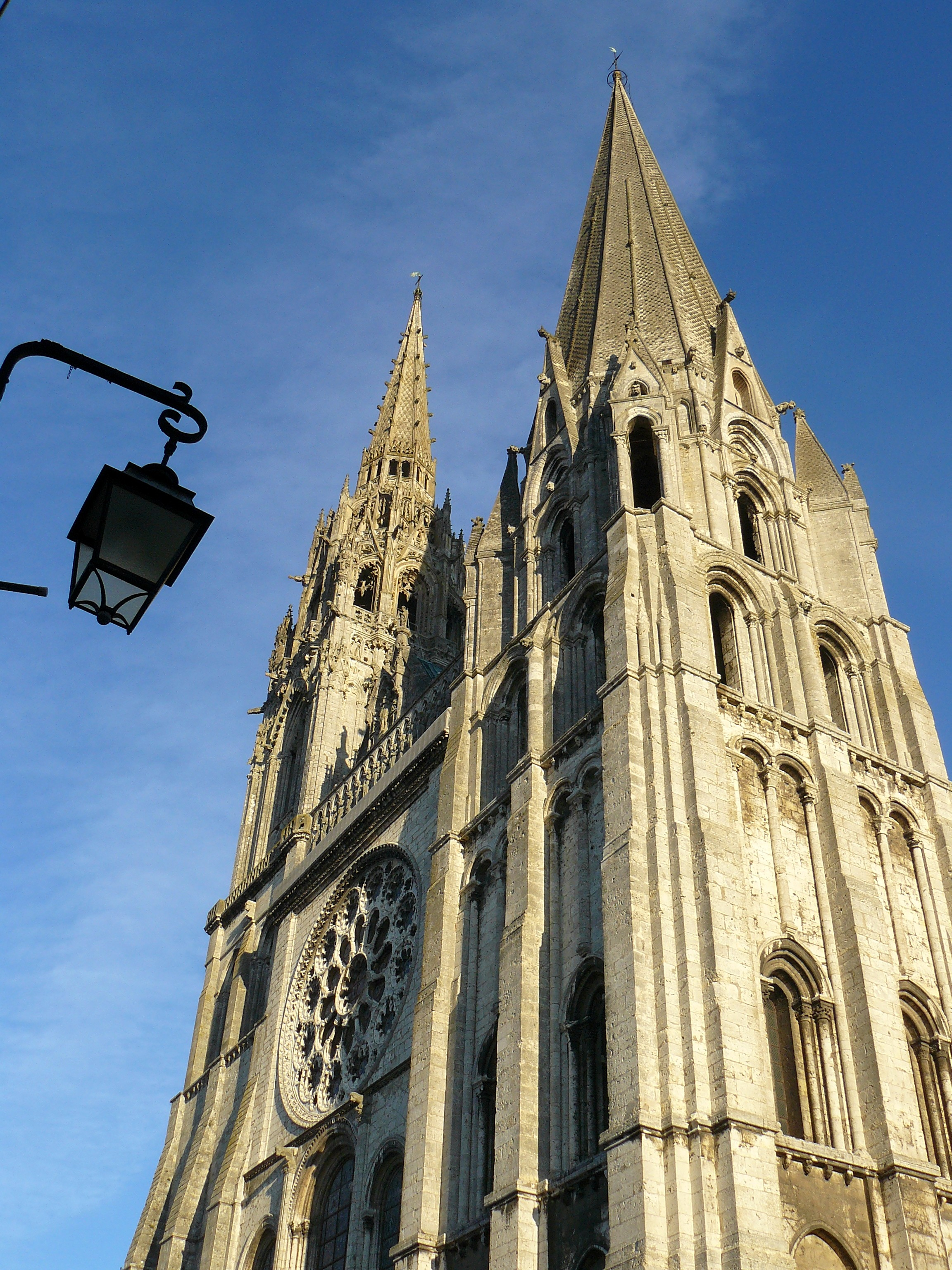
シャルトル大聖堂
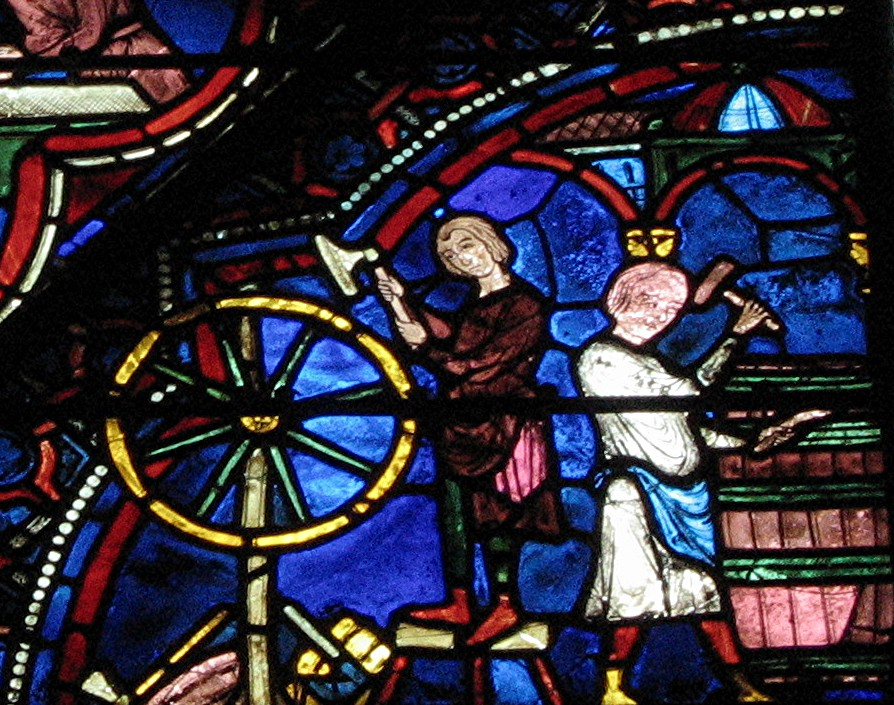
シャルトル大聖堂のステンドグラス
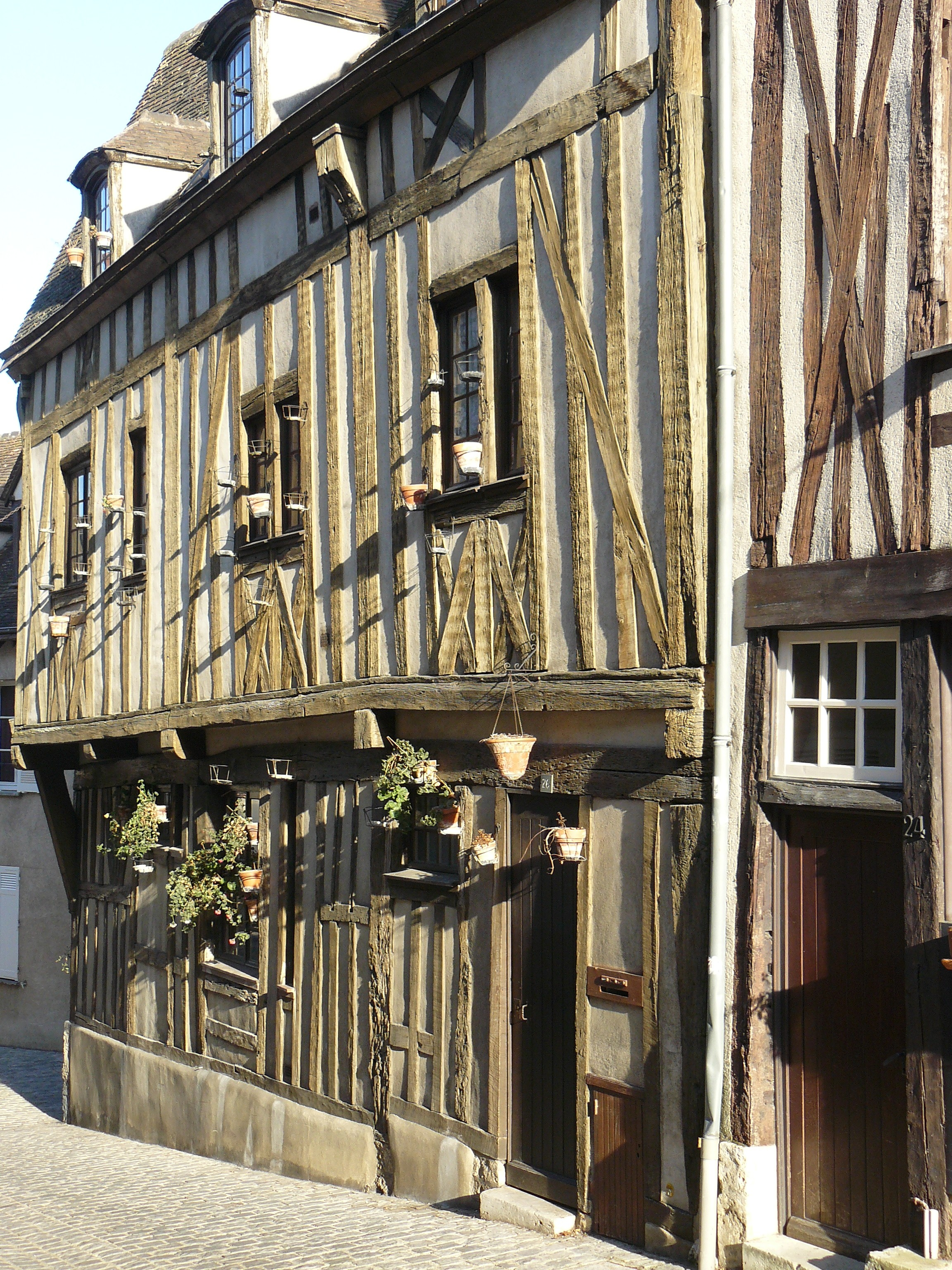
シャルトルの旧家
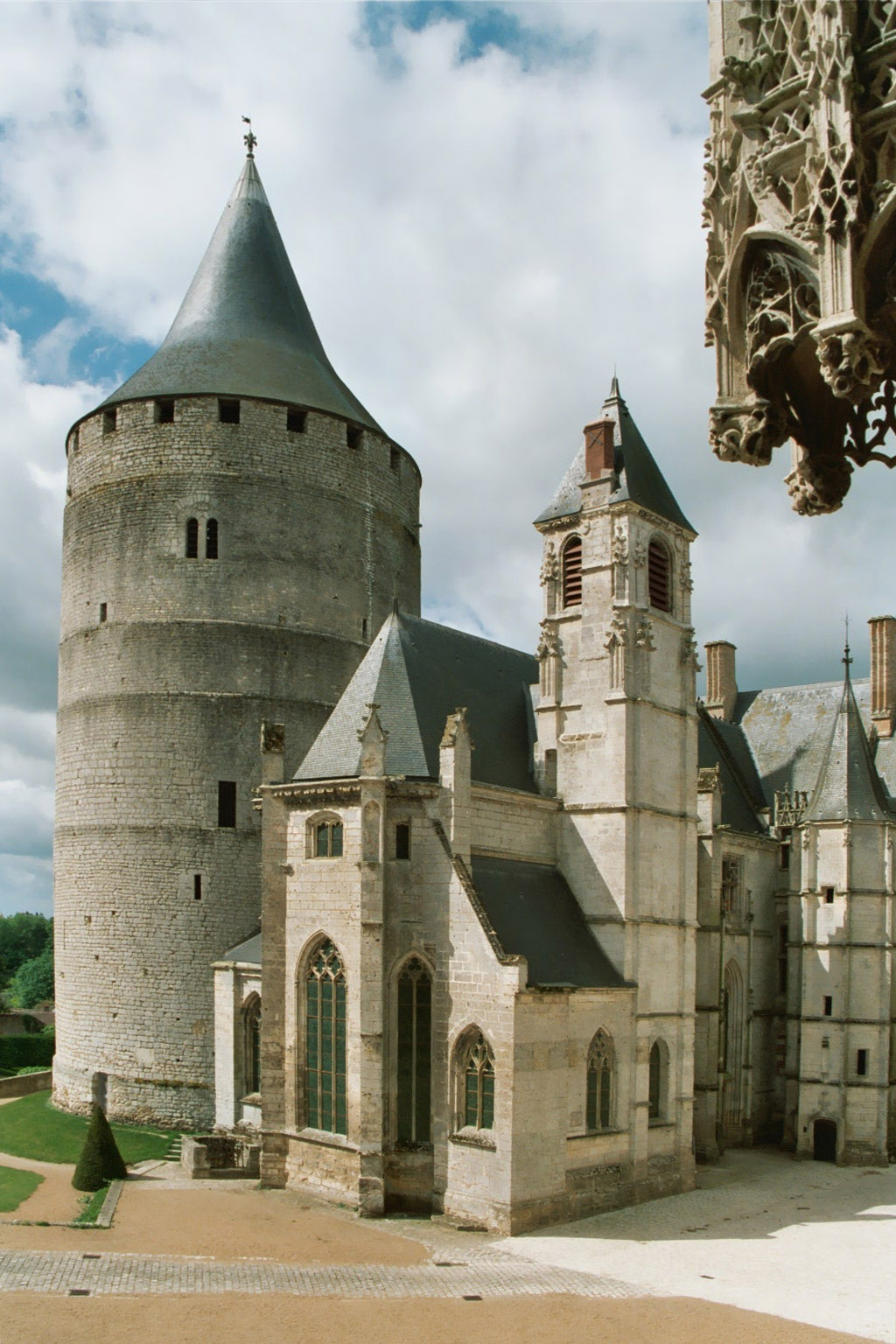
シャトーダン城
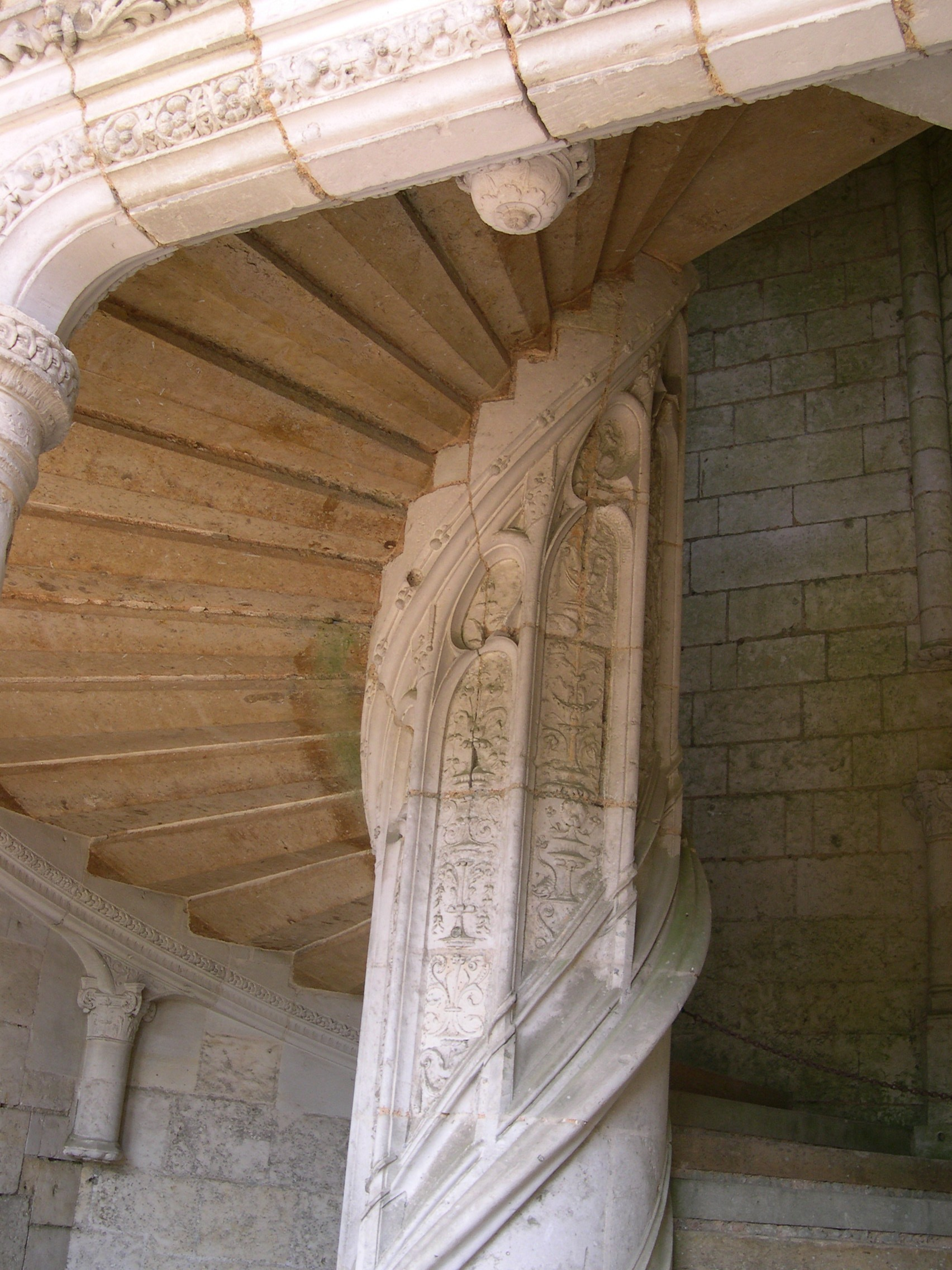
シャトーダン城
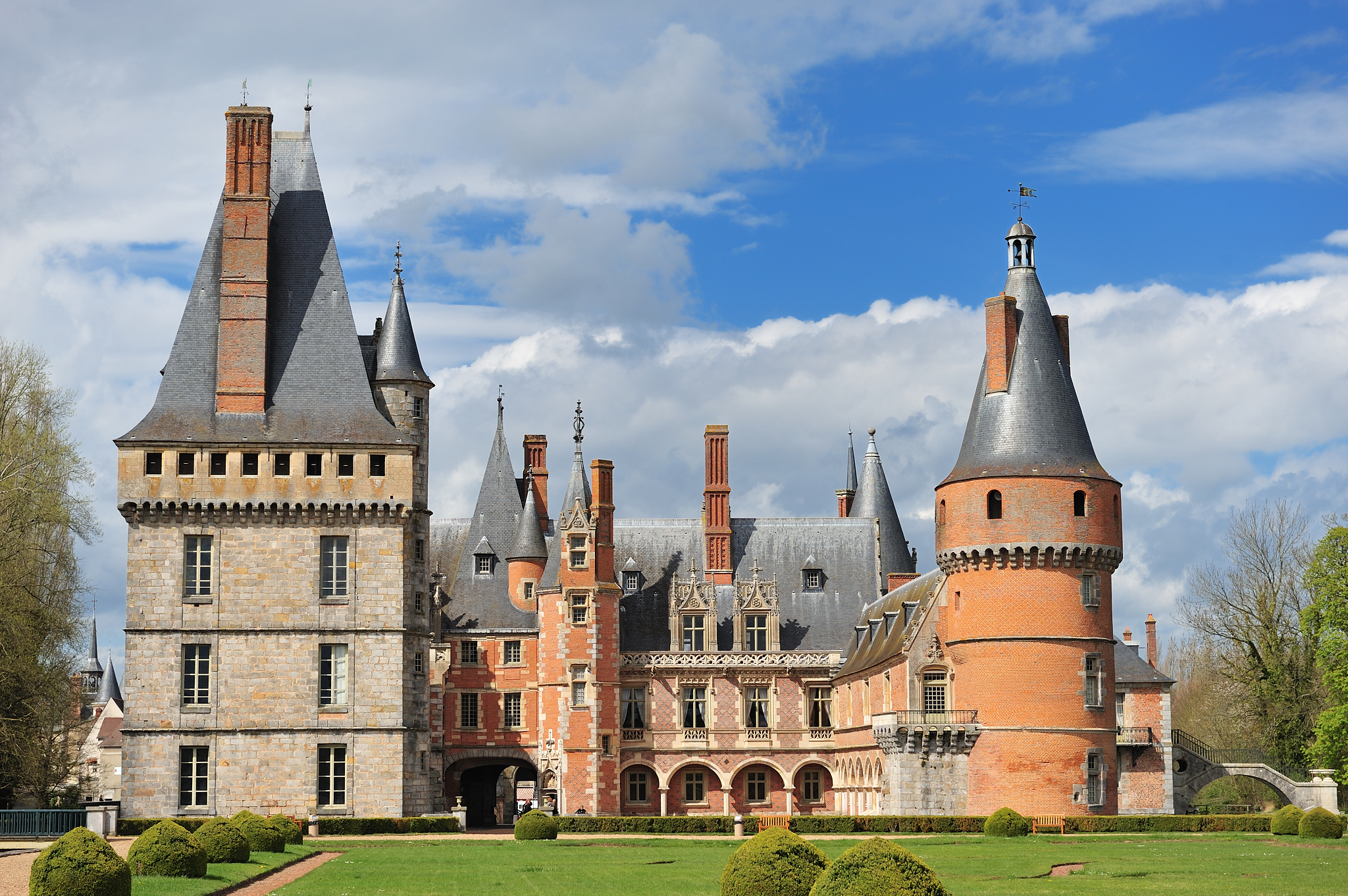
マントノン城
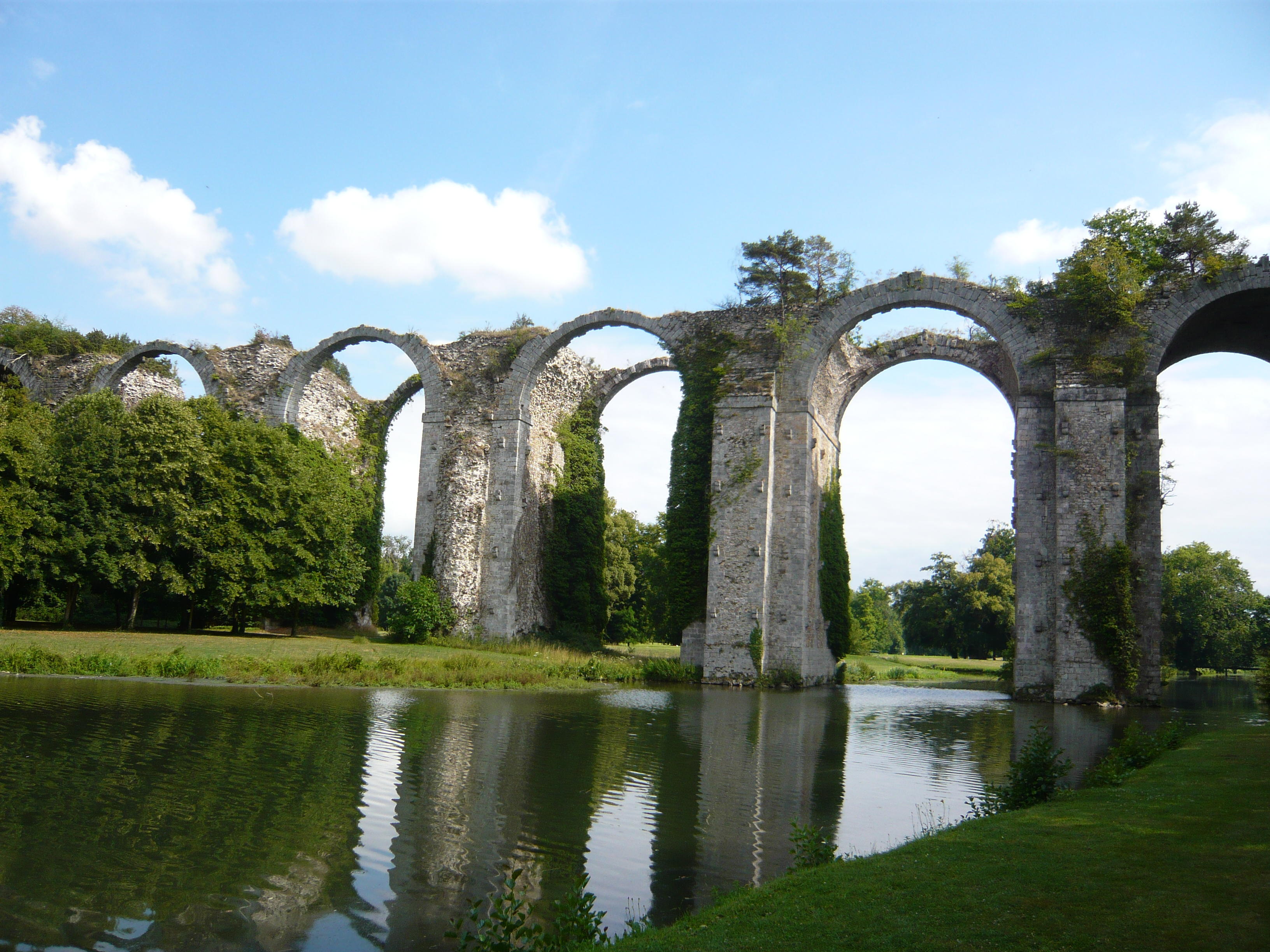
マントノンのウール運河
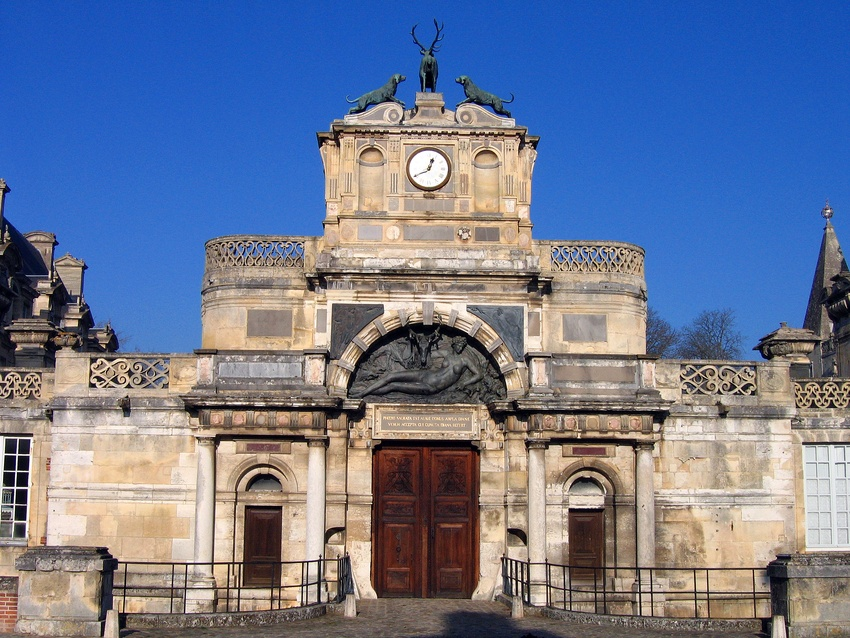
アネ城
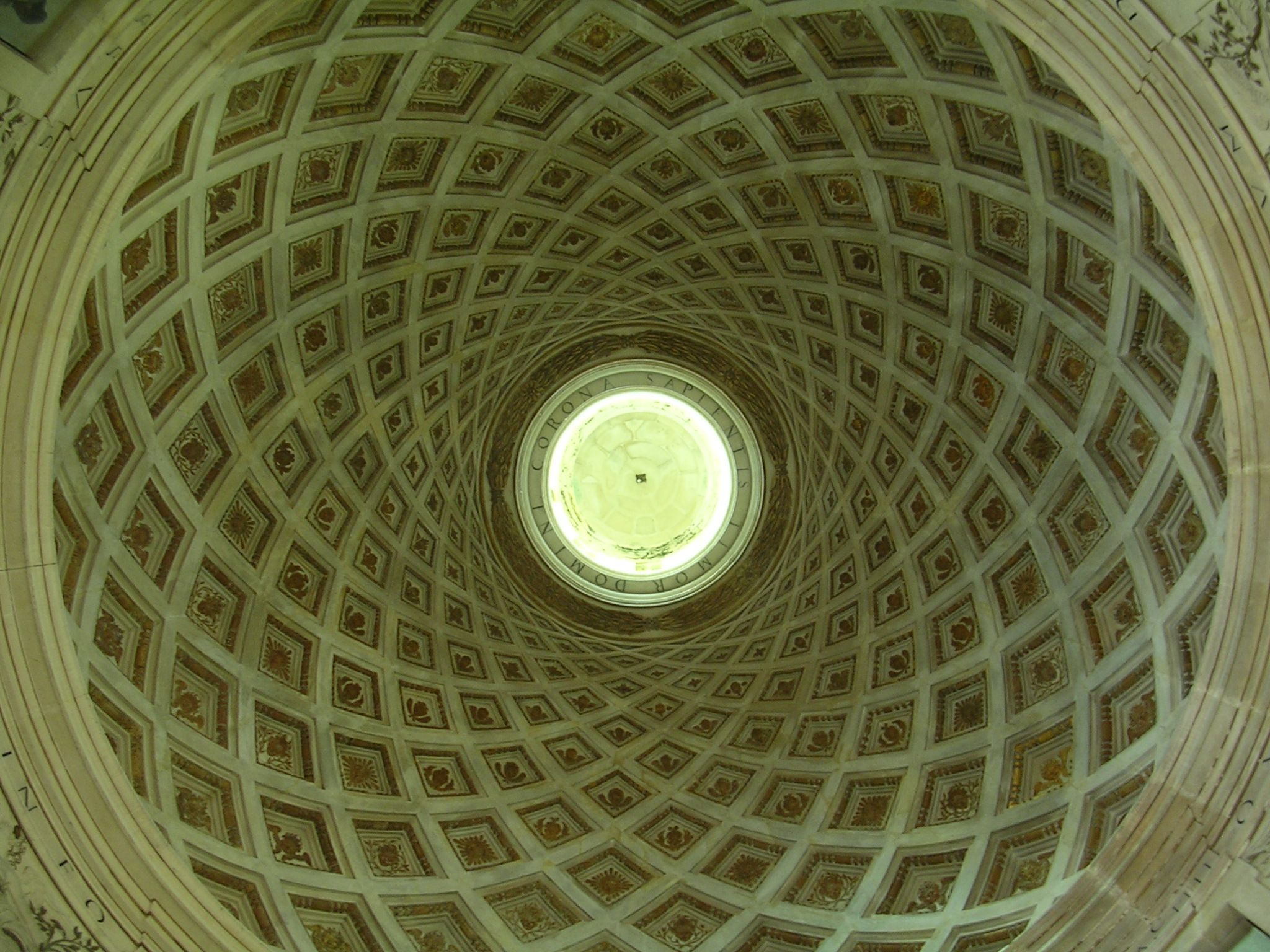
アネ城礼拝堂のクーポール
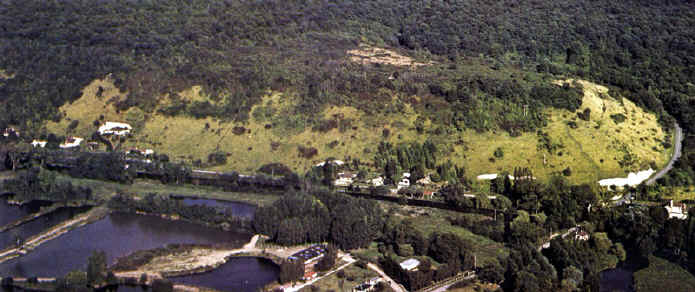
フォール・アルアールの発掘跡
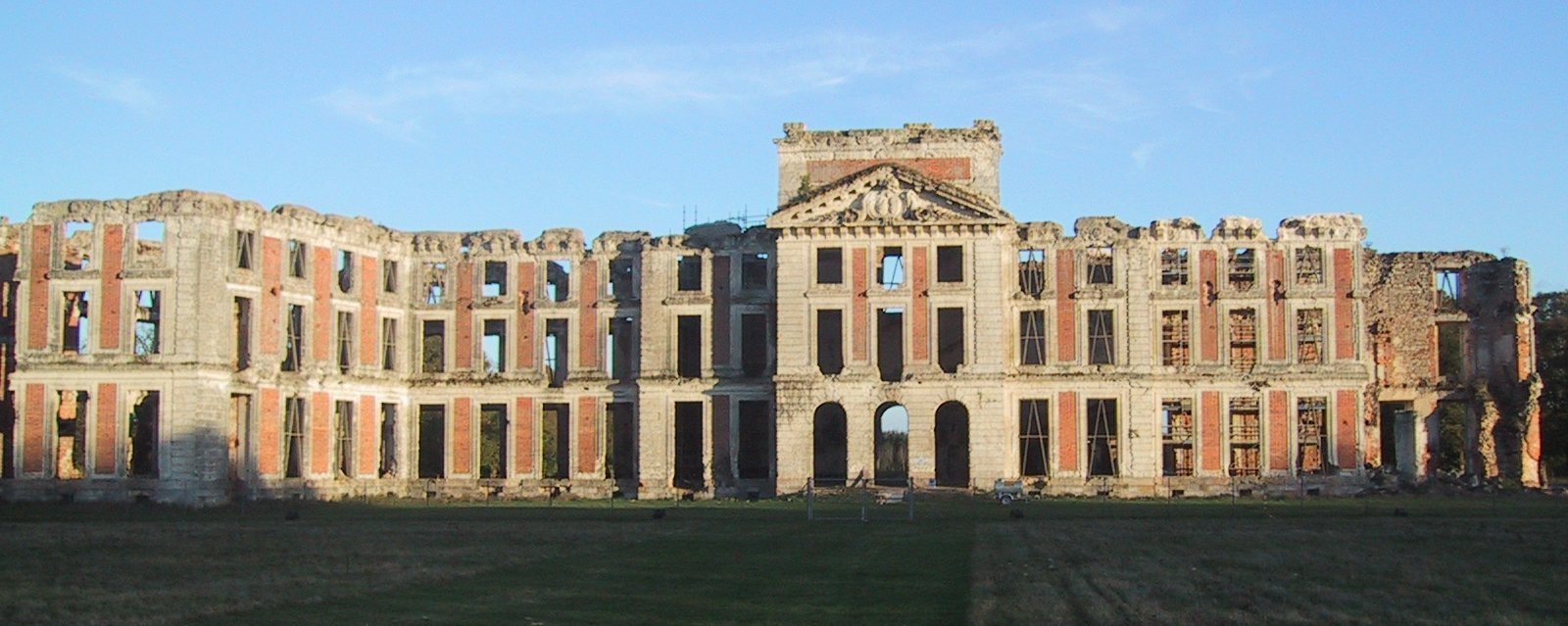
ラ・フェルテ・ヴィダム城跡
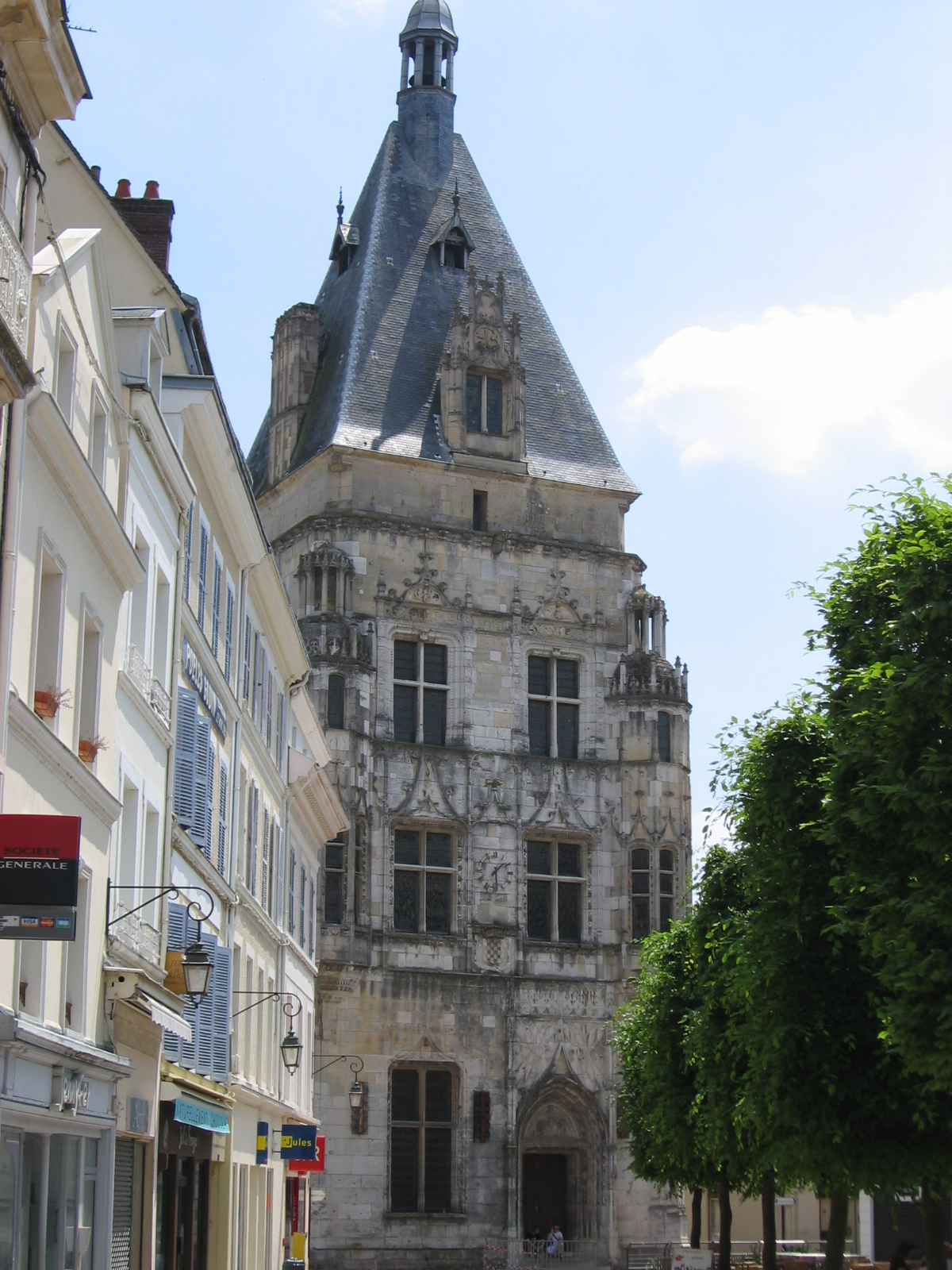
ドルー
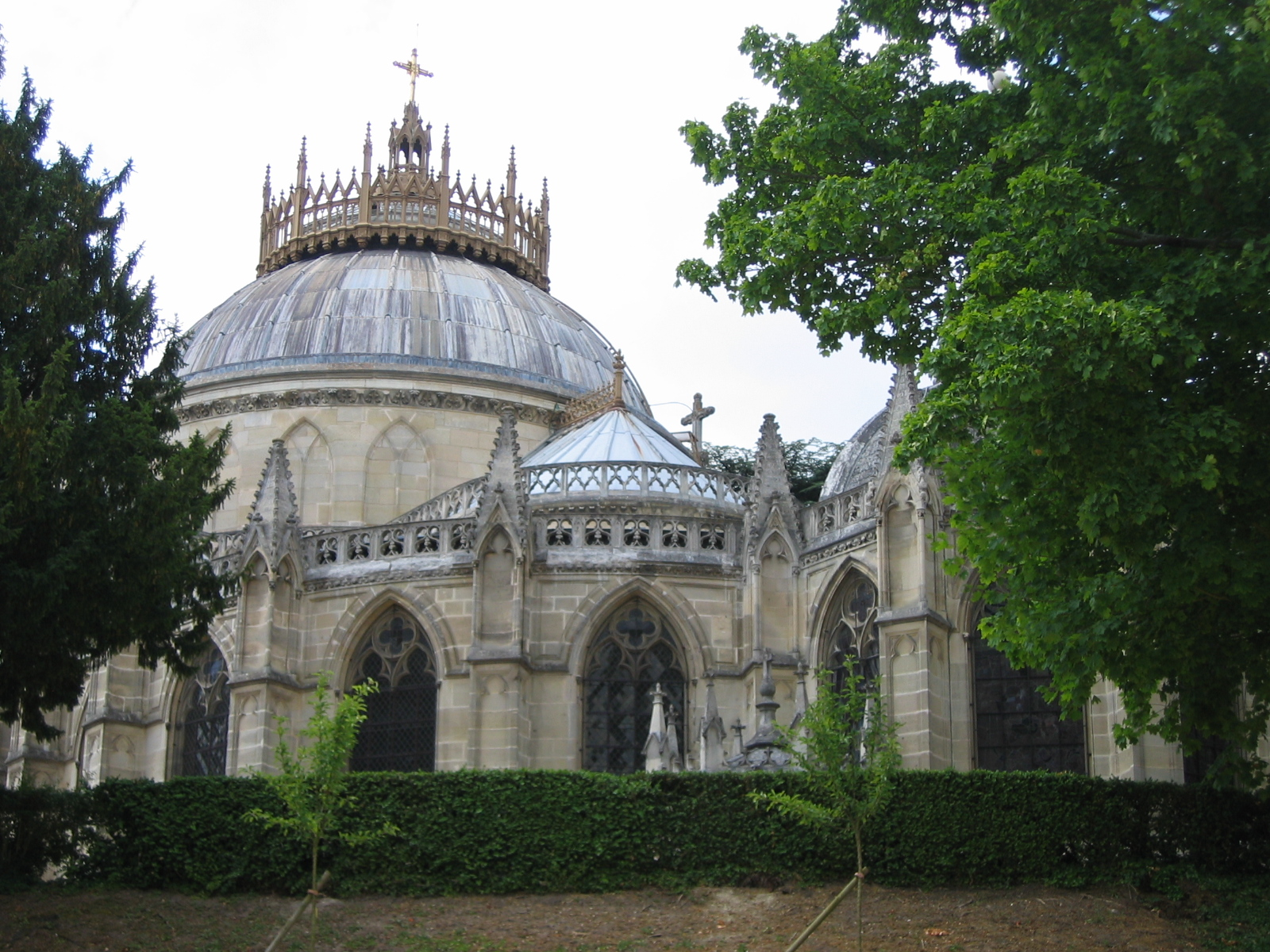
王立ドルー礼拝堂
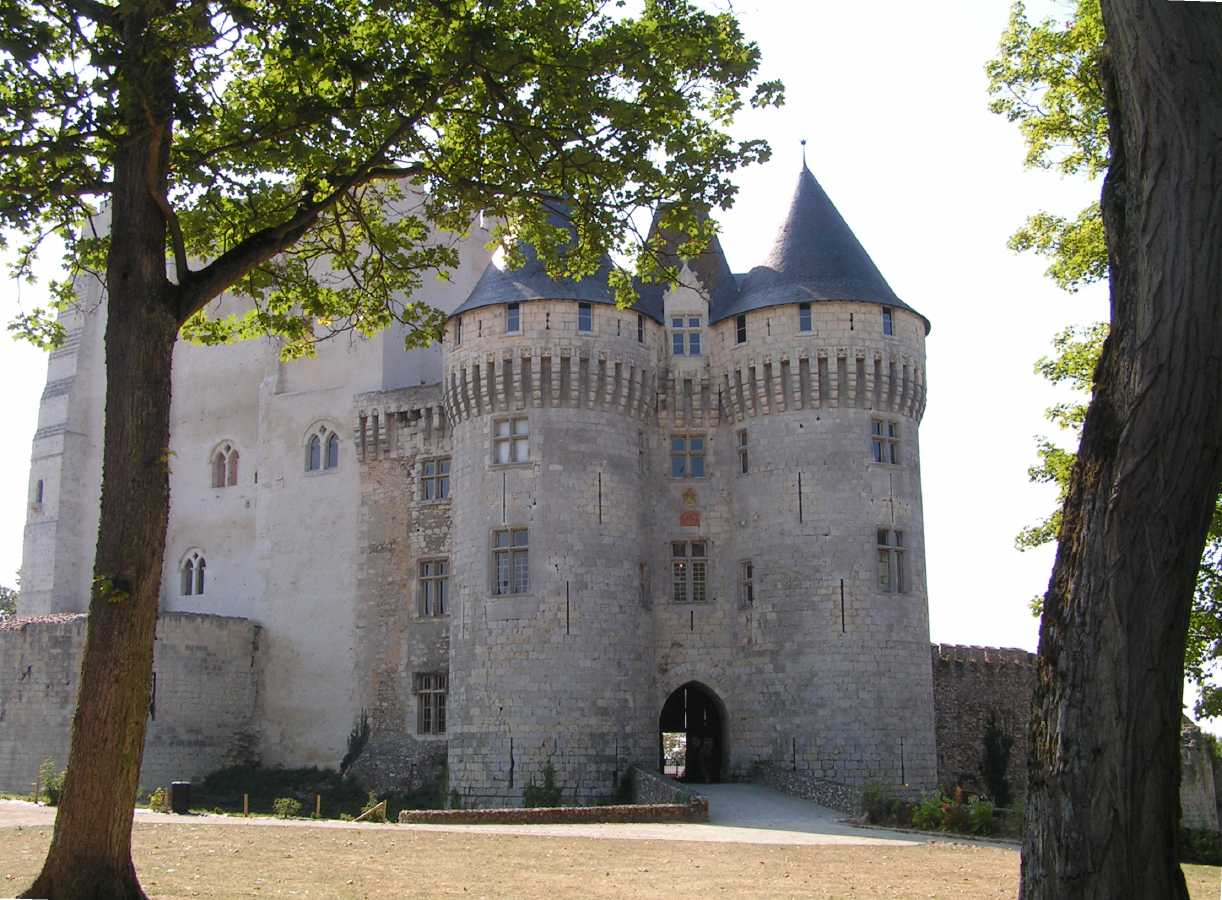
サン・ジャン城
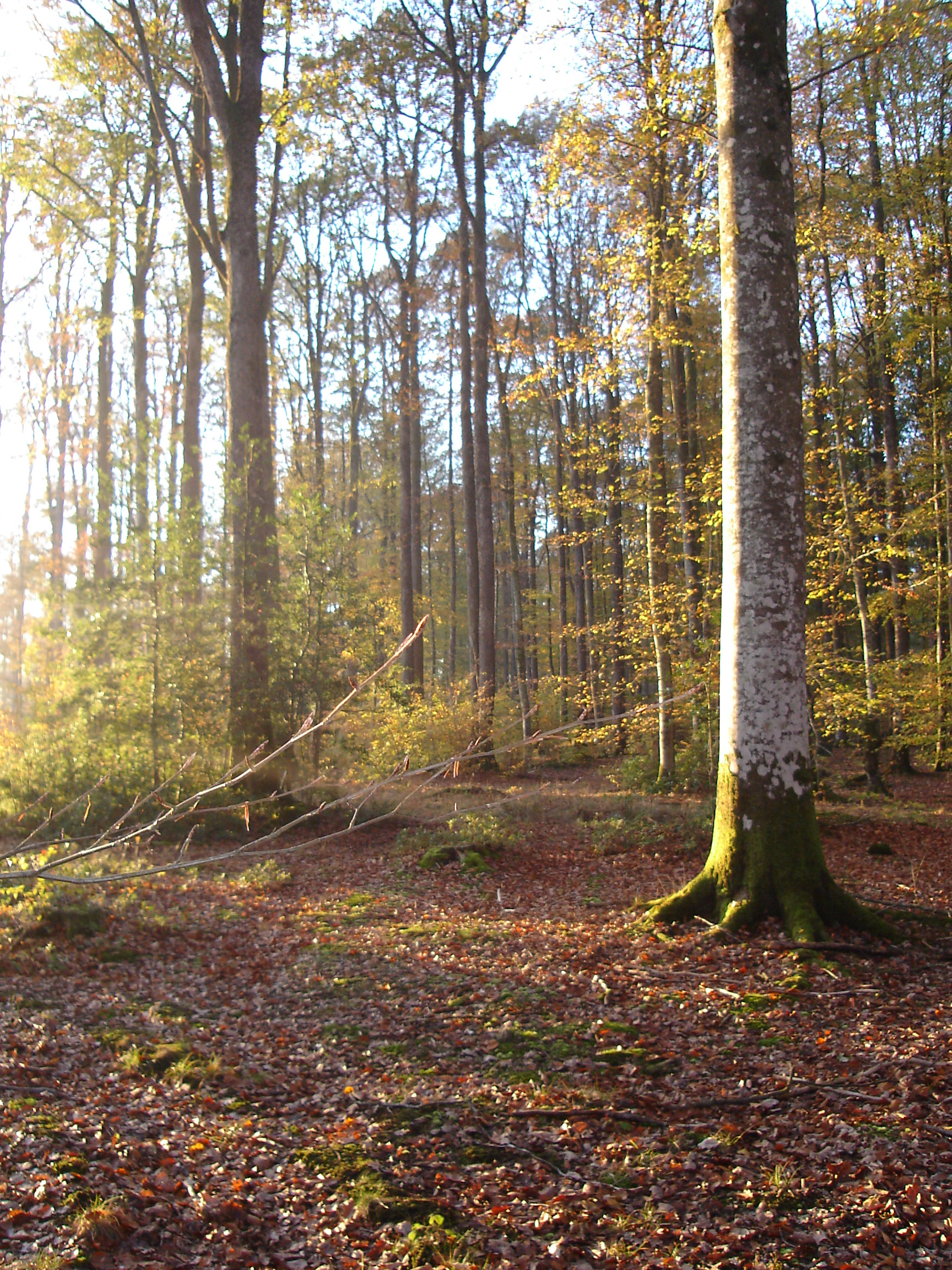
スノンシュ
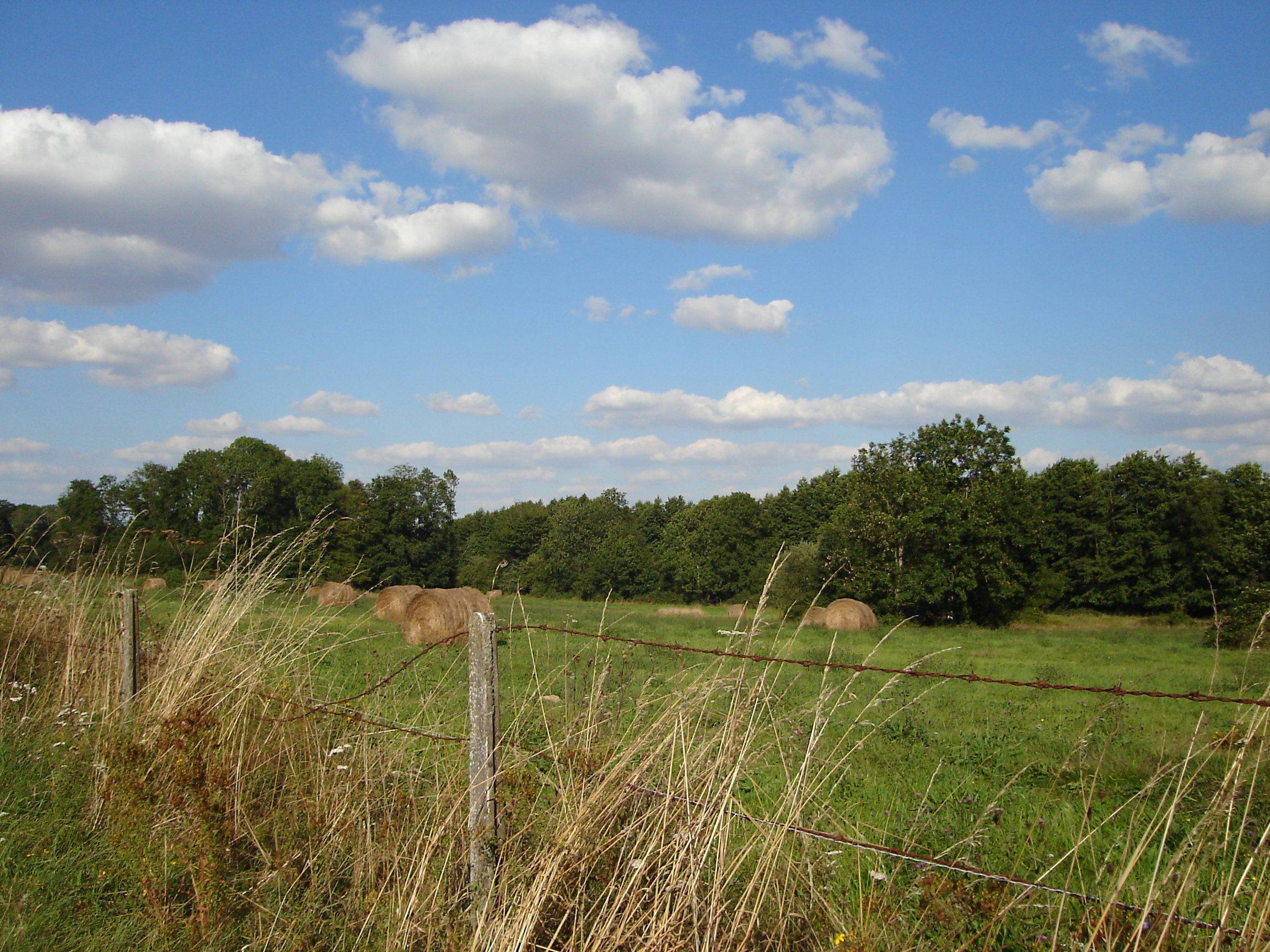
ペルシュロンヌ地域圏自然公園
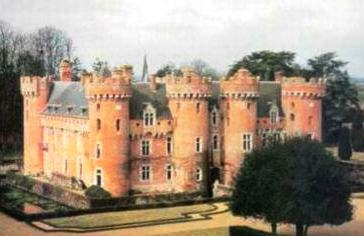
ヴィルボン城
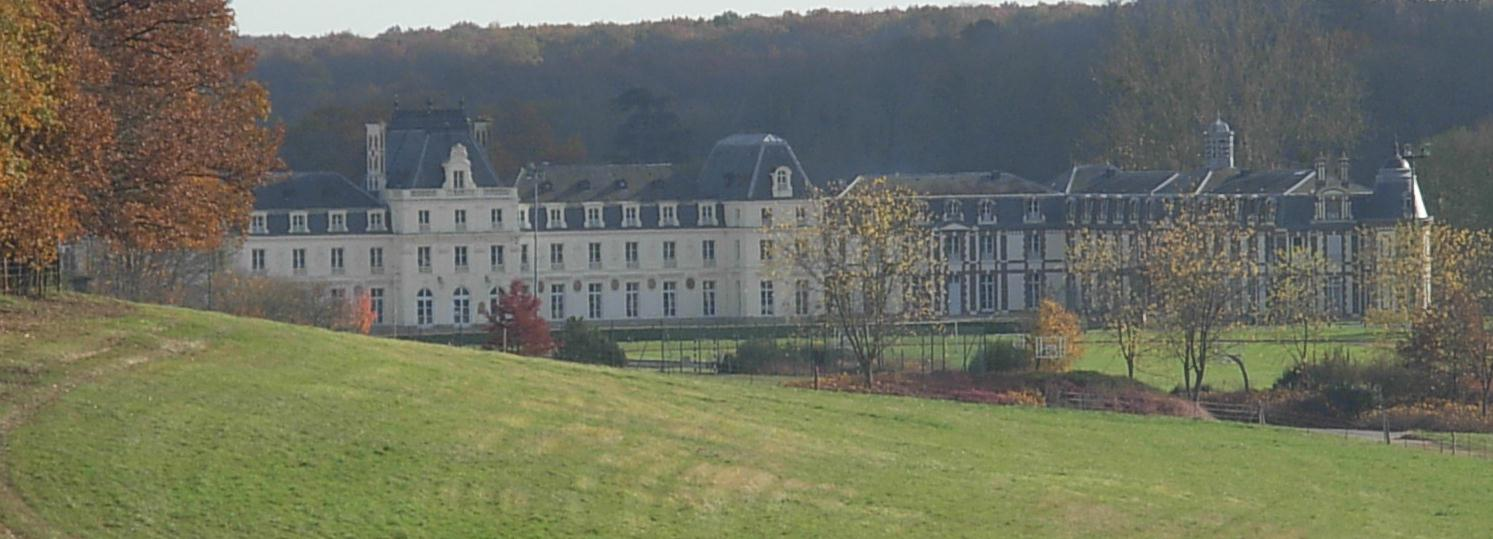
ヴォー城
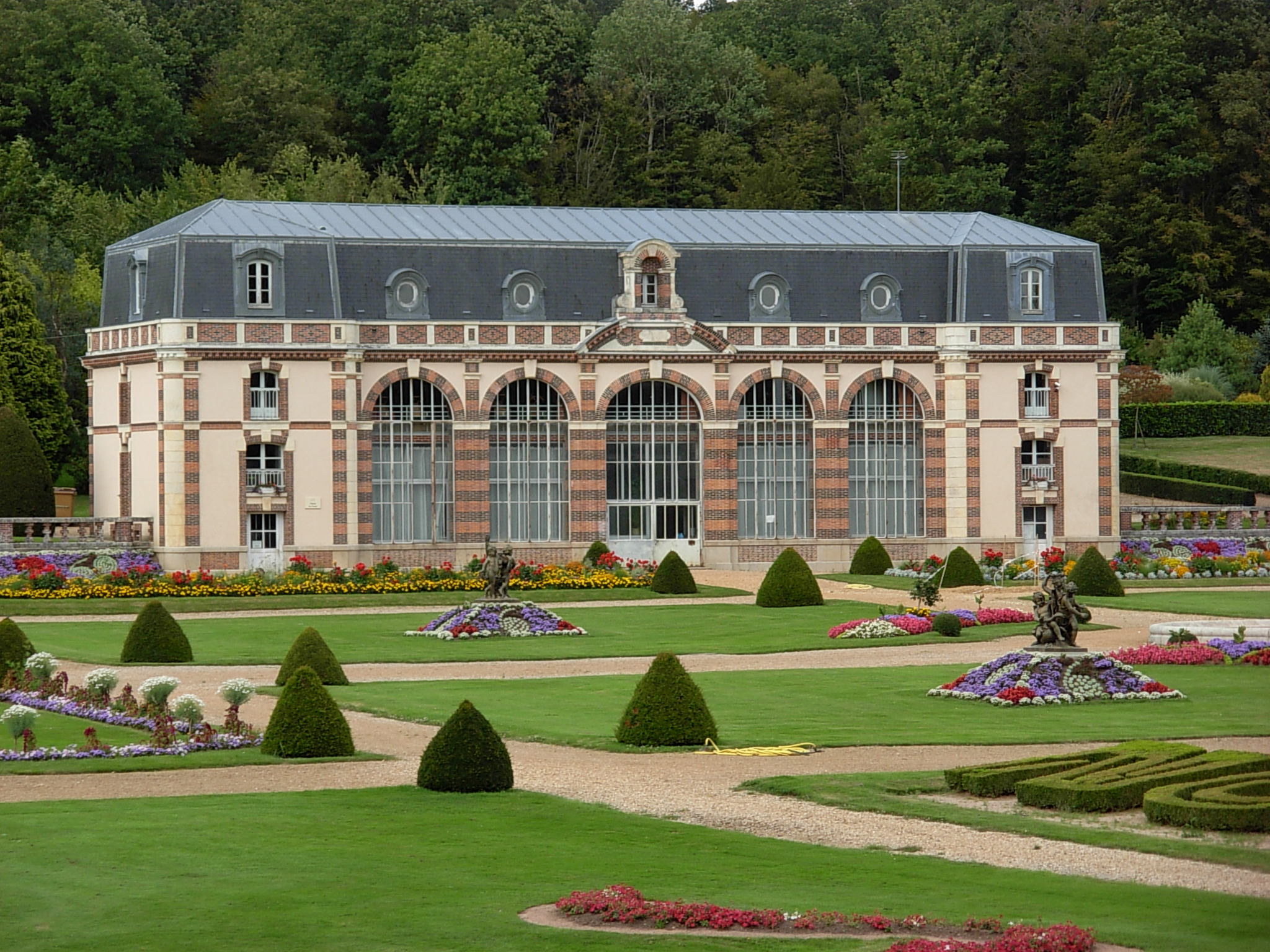
ヴォー城のオランジュリーと庭園
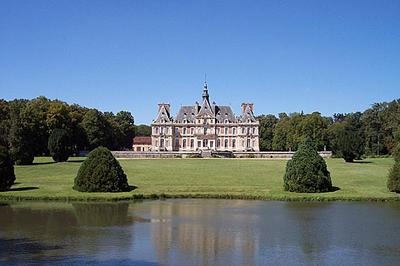
バロンヴィル城
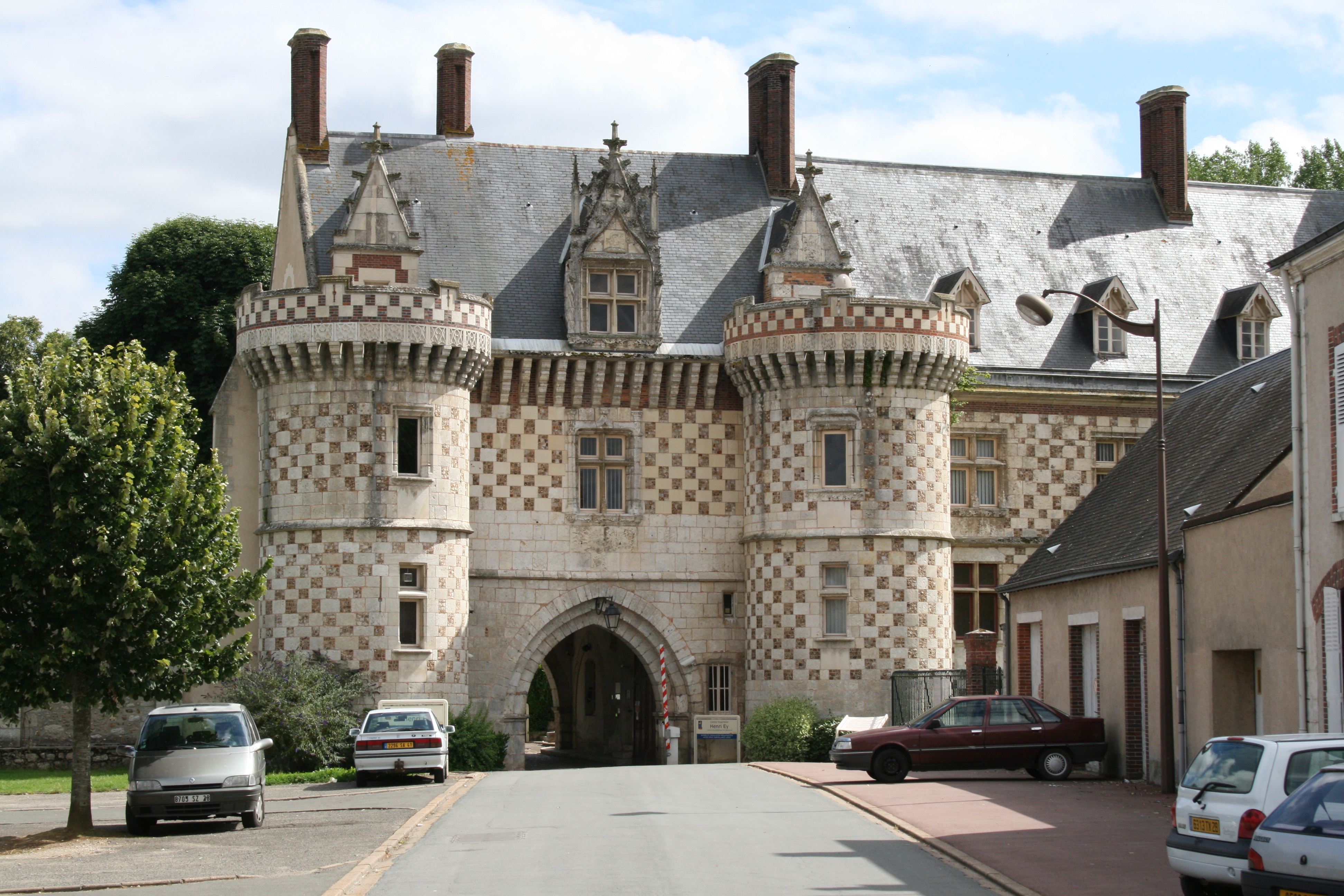
サン・フロランタン修道院
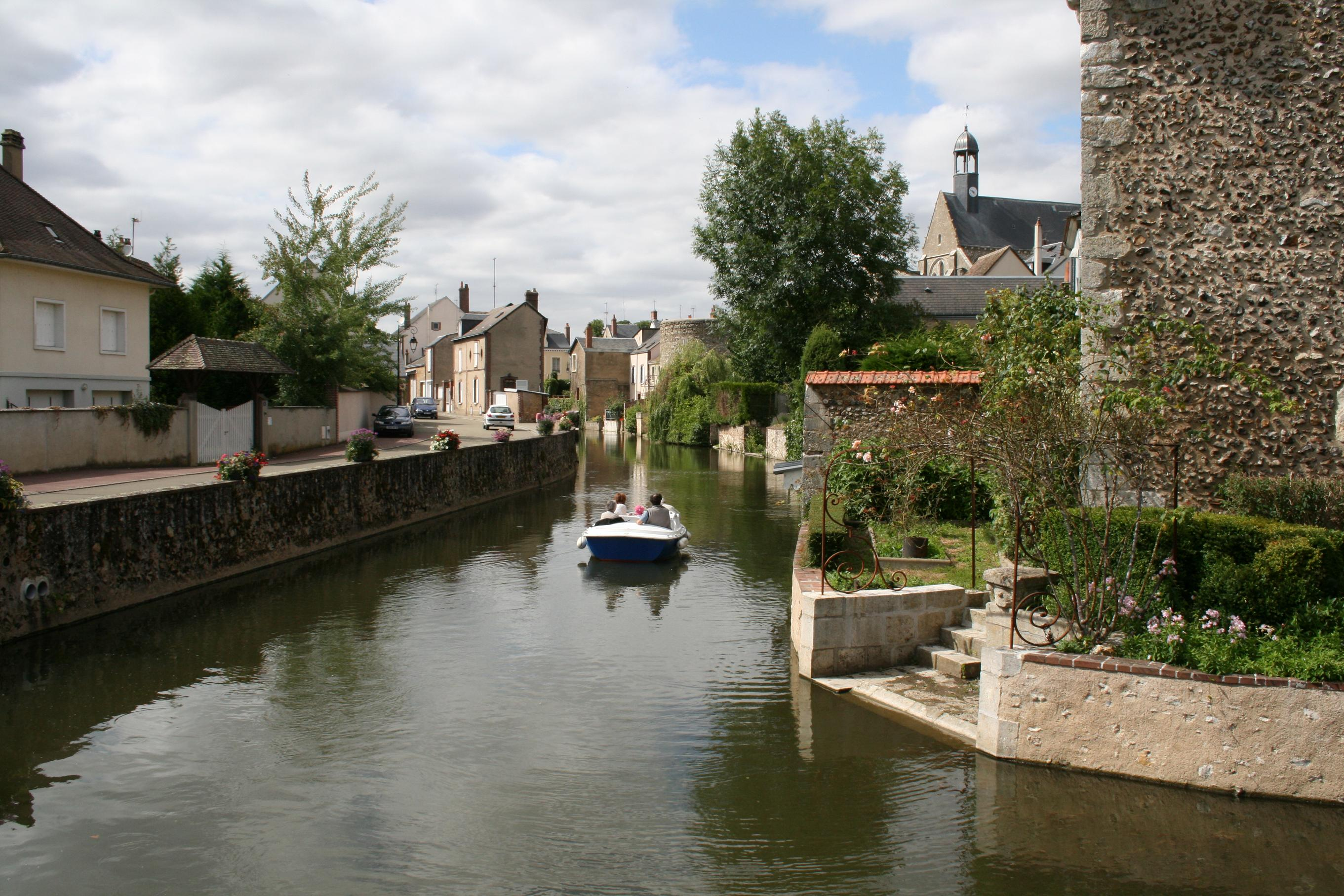
ボヌヴァルの運河
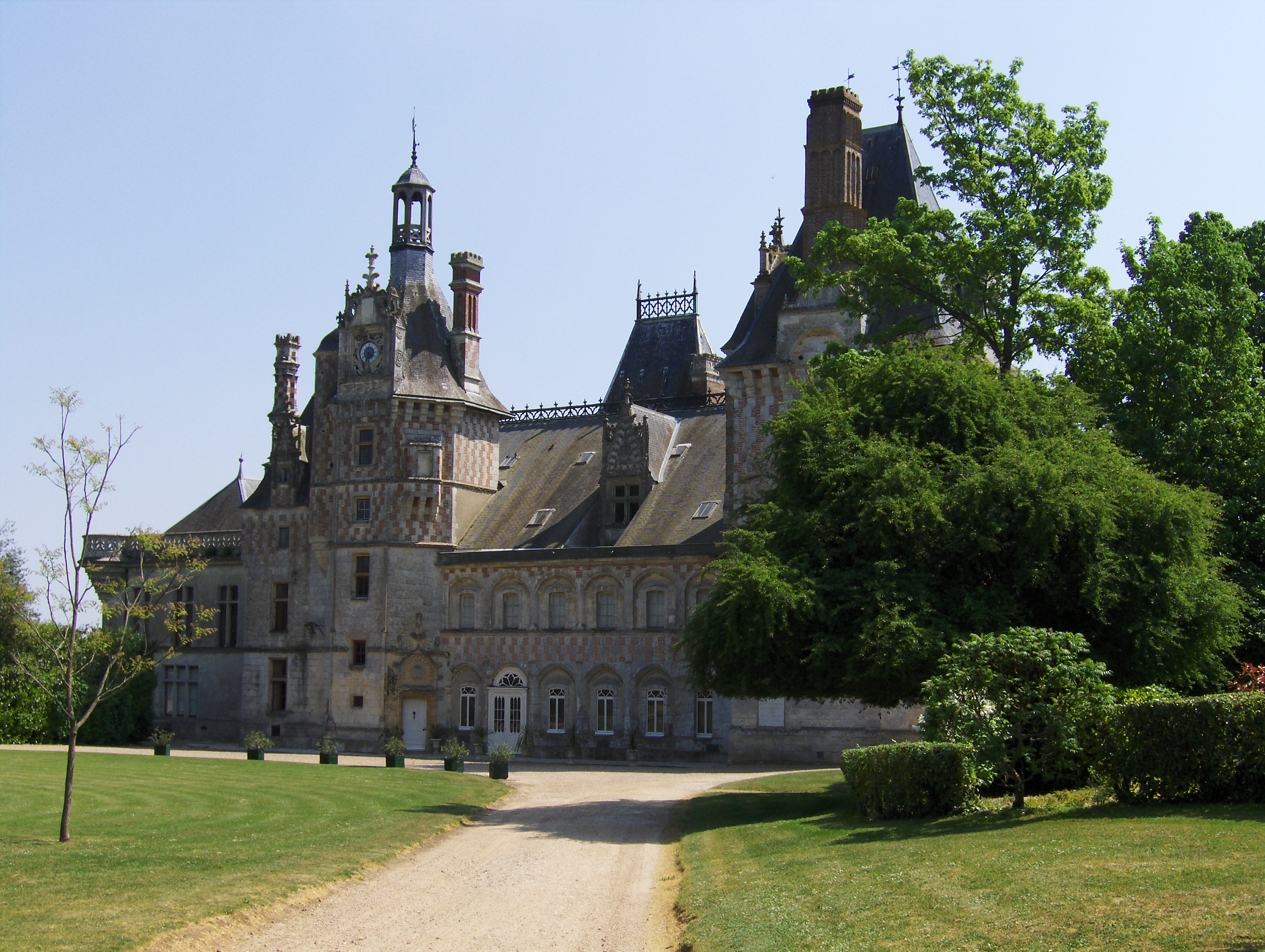
モンティニー・ル・ギャヌロン城
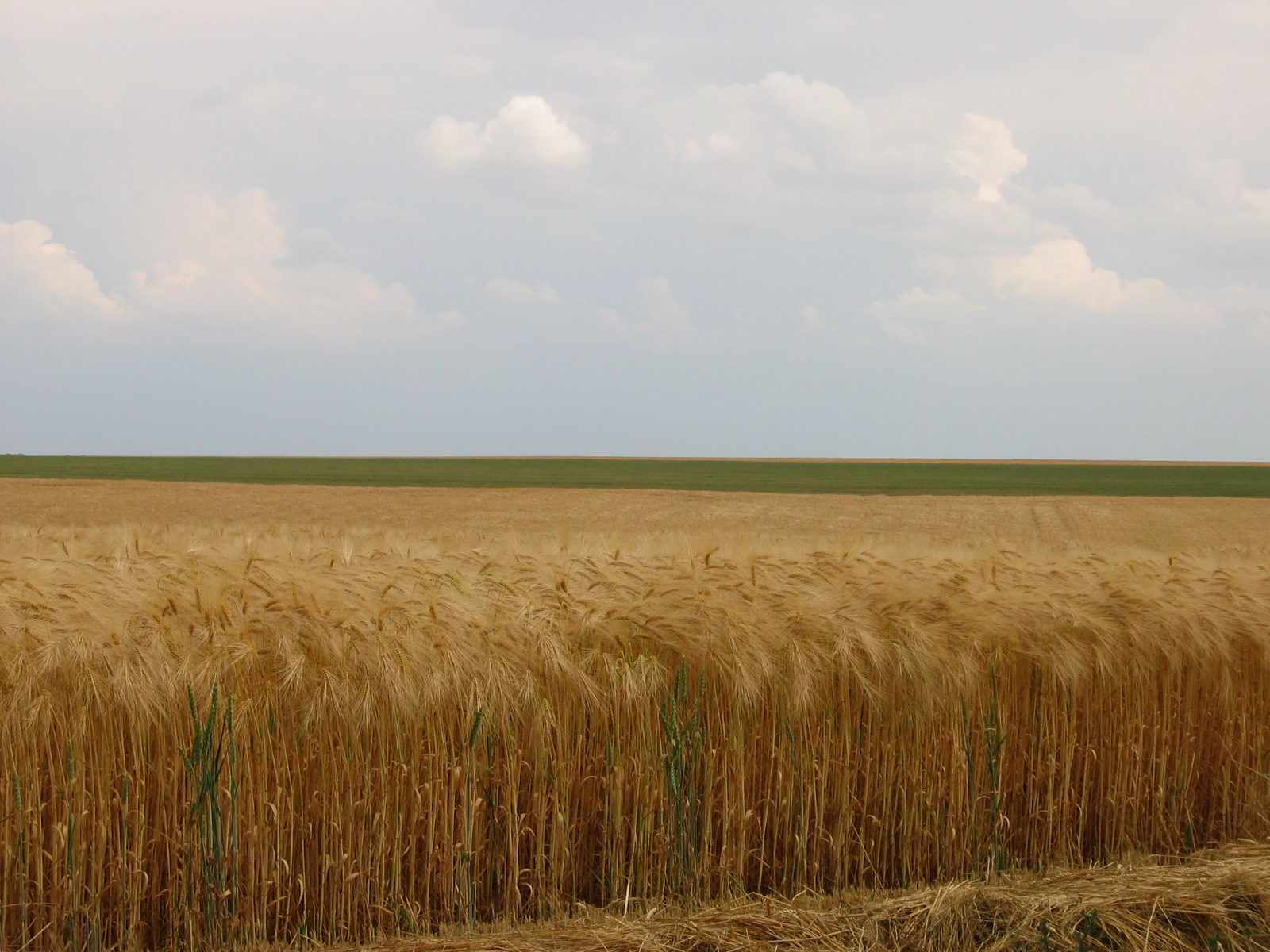
ボースの眺め
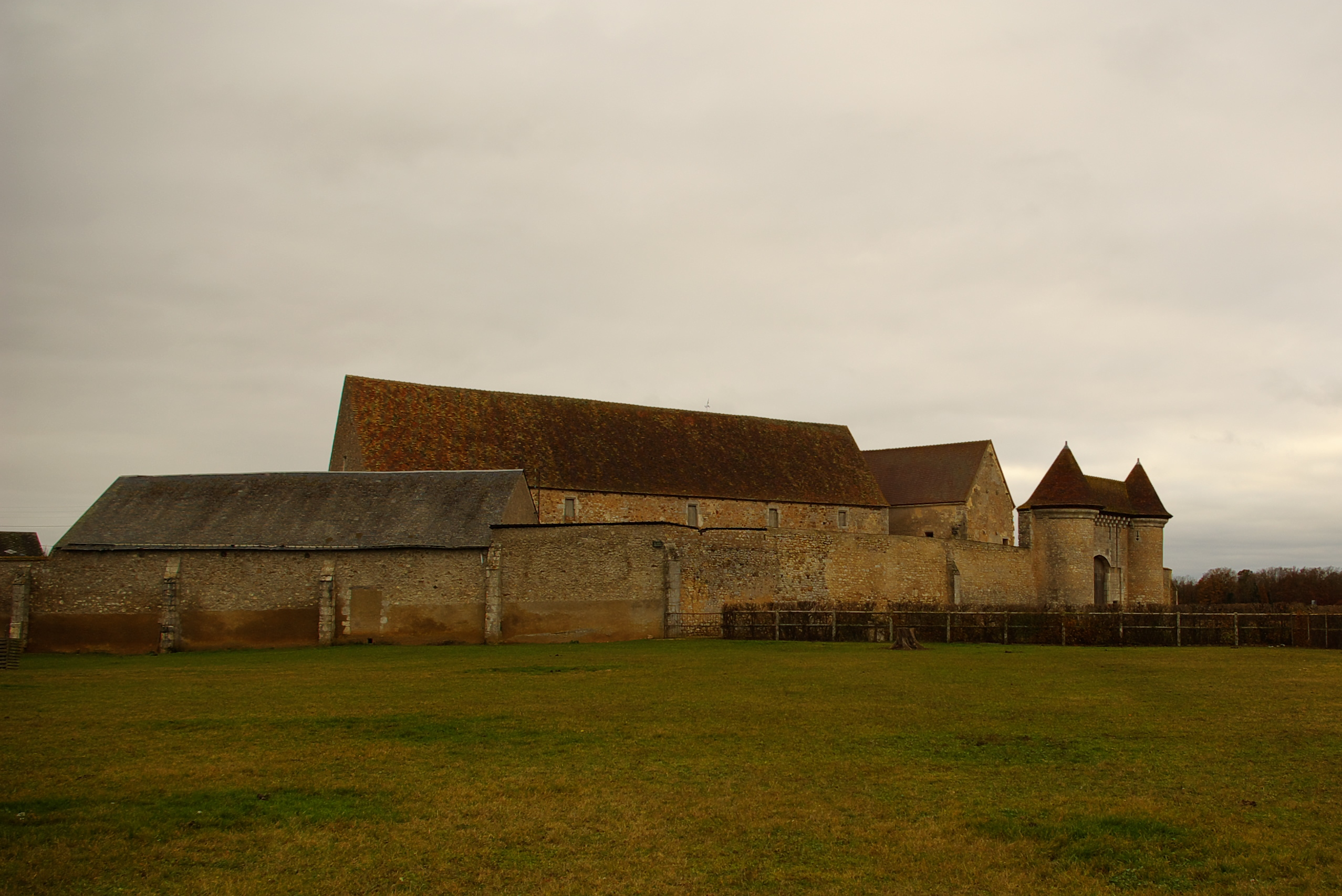
ノットンヴィル修道院
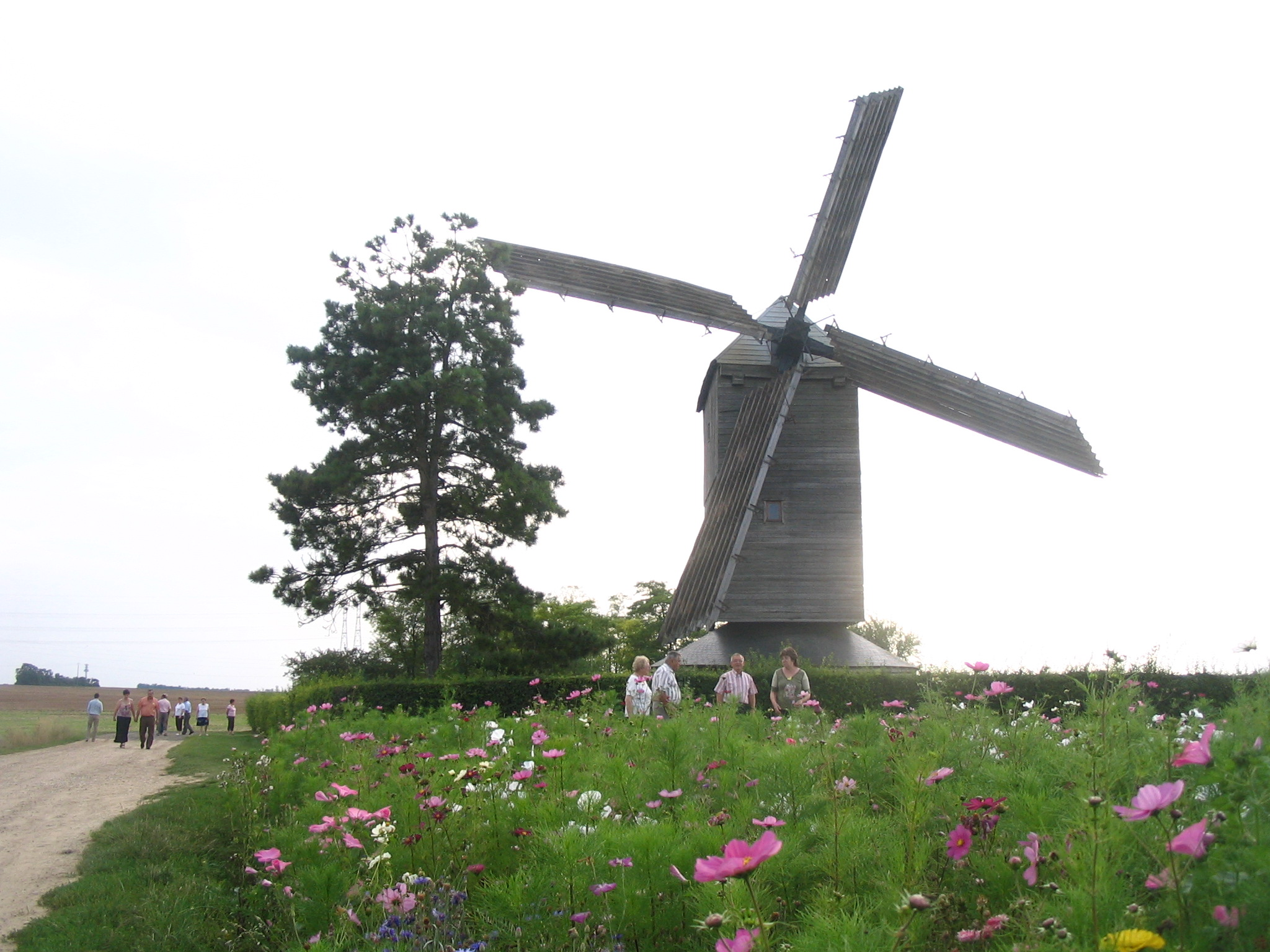
イモンヴィル
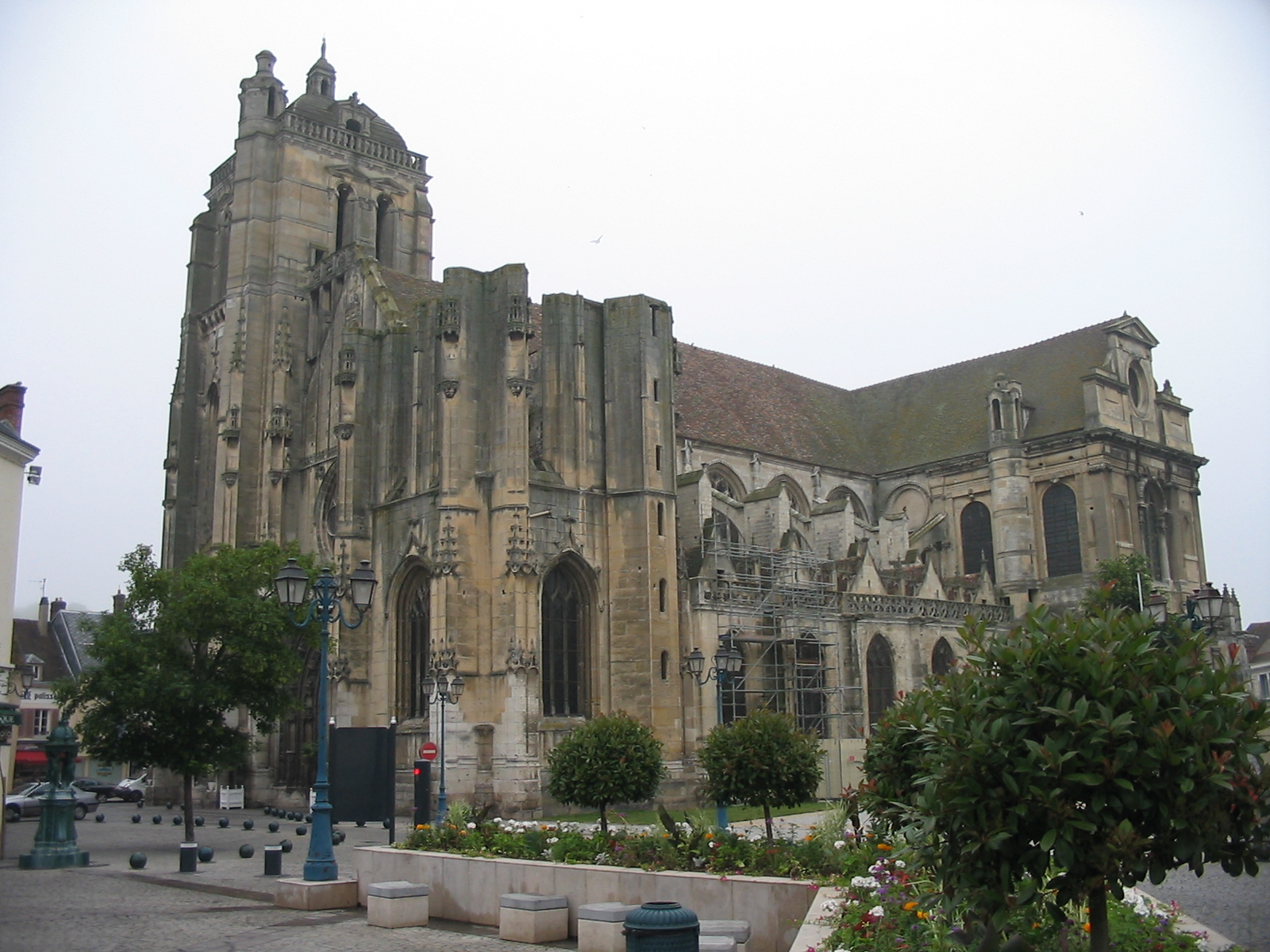
サン・ピエール教会
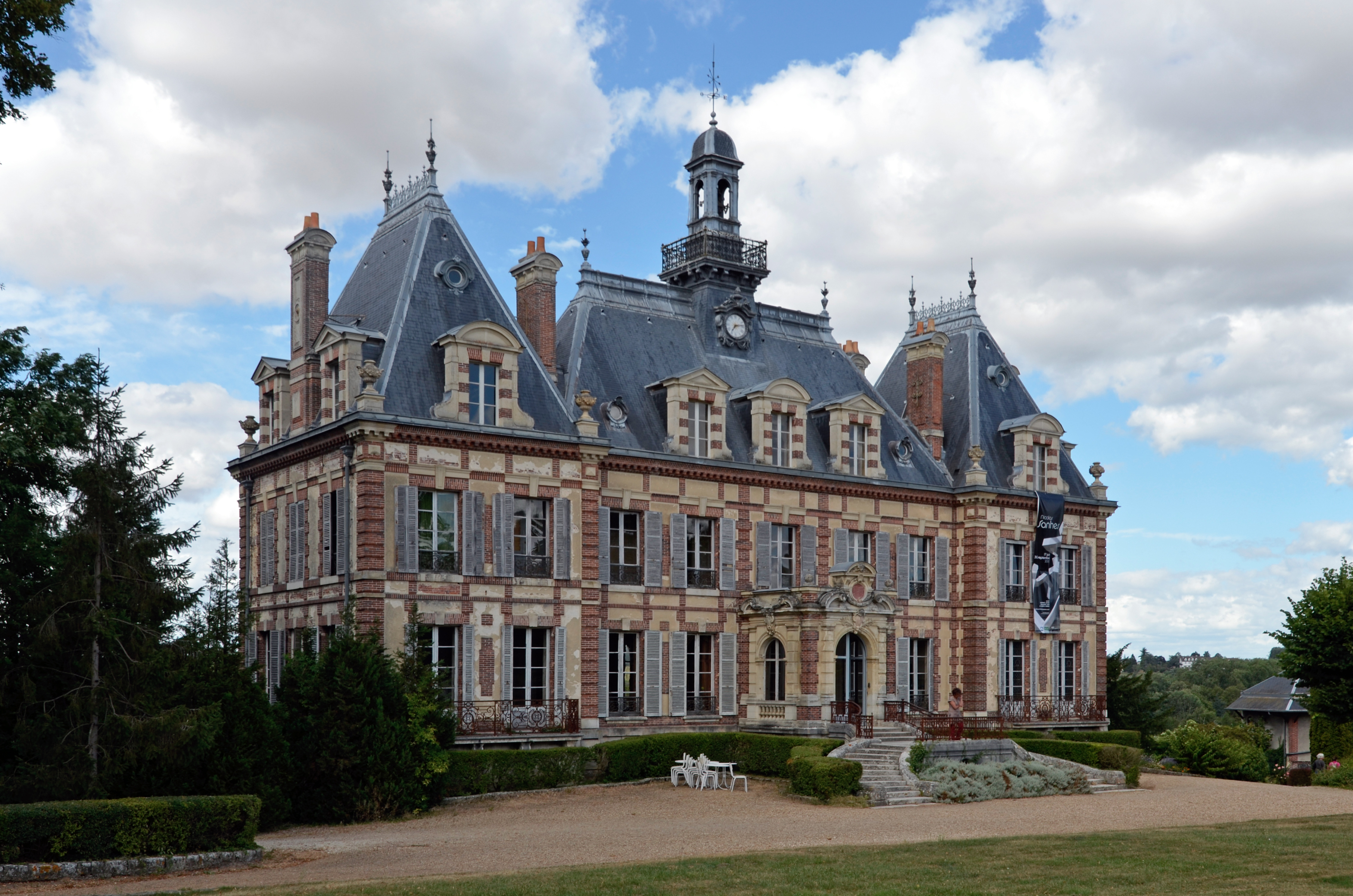
ノジャン・ル・ロワ城